# Compagnia dei Comici Gelosi

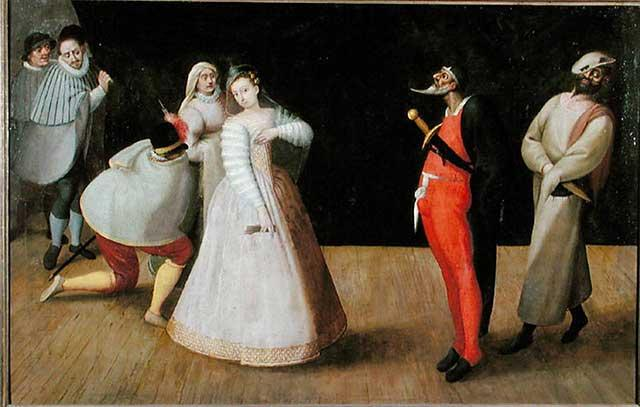
Gemälde von Hieronymus Francken (um 1590): Die Gelosi bei einer Aufführung in Paris

Die Compagnia dei Comici Gelosi, auch I Gelosi oder Gelosi (vom italienischen gelosi für „eifersüchtig“) war eine italienische Schauspieltruppe des 16. und 17. Jahrhunderts.
Sie spielte auf höherem Niveau als die meisten ihrer Zeitgenossen, nicht nur die klassischen Stücke, sondern auch Stücke der italienischen Commedia dell’arte, außerhalb Italiens zuerst in Frankreich und verbreitete sie dann in ganz Europa.

## Geschichte
Die Kompagnie wurde von Flaminio Scala 1568 in Mailand gegründet. Bald stießen bedeutende Akteure wie Vittoria Pissimi zur Truppe. Im Gegensatz zu den meisten anderen Truppen gelang es dieser von Anfang an, die höheren Publikumskreise zu erreichen. Man spielte vor Fürsten und Herzögen, und 1574 und 1577 kam es zu Auftritten vor dem französischen König. 1578 kamen Francesco Andreini (* um 1548; † um 1624) und seine damals 16-jährige Frau Isabella Andreini zur Truppe hinzu. Die Andreinis entwickelten sich zu den Stars der Truppe. Francesco entwickelte den Typus des Capitano Spavento und übernahm selbst die Leitung der Truppe. Unter dem Wahlspruch „Virtu, fama ed honor ne fer gelosi“ führten ihre Tourneen sie durch ganz Europa, von Italien nach Frankreich, Spanien, England, Deutschland und Polen. Als jedoch Isabella Andreini am 10. Juni 1604 in Lyon im Kindbett ihres siebten Kindes starb, löste der verzweifelte Ehemann Francesco die Truppe auf und zog sich von der Bühne ins Privatleben zurück.
Zu den Mitgliedern der Truppe zählten Flaminio Scala, Vittoria Pissimi, Nicolò Barbieri (1576–1641), Adriano Valerini, Silvia Roncagli, Giovanni Pellesini, der den Pedrolino verkörperte, Giulio Pasquati da Padova als Pantalone und Lodovico de Bianchi als Dottore Graziano.